# هيذر ميسيل
هيذر ميسيل (بالإنجليزية: Heather Angel)‏ هي مصورة بريطانية، ولدت في 1941.

## وصلات خارجية
- الموقع الرسمي